# 张彩廷纪念碑与福音堂
张彩廷纪念碑与福音堂，位于中国广东省东莞市东莞市塘厦镇龙背岭村，为东莞市的一个市、县级文物保护单位，类型为近现代重要史迹及代表性建筑，公布时间为1993年6月22日。
福音堂的历史年代为清代。张彩廷纪念碑建于民国五年（1916年）。